# Tornerspel

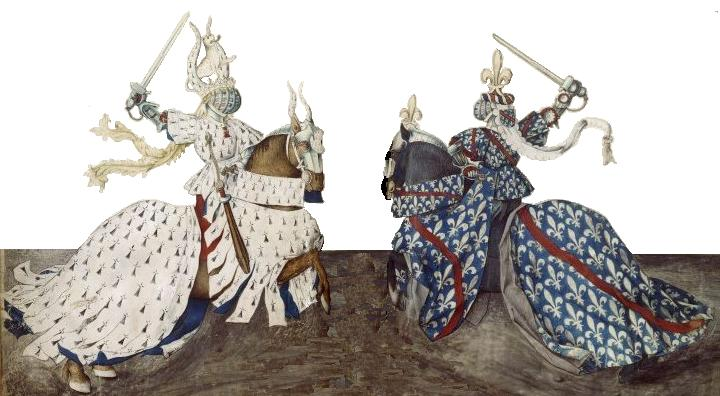
Tvekamp under tornerspel.

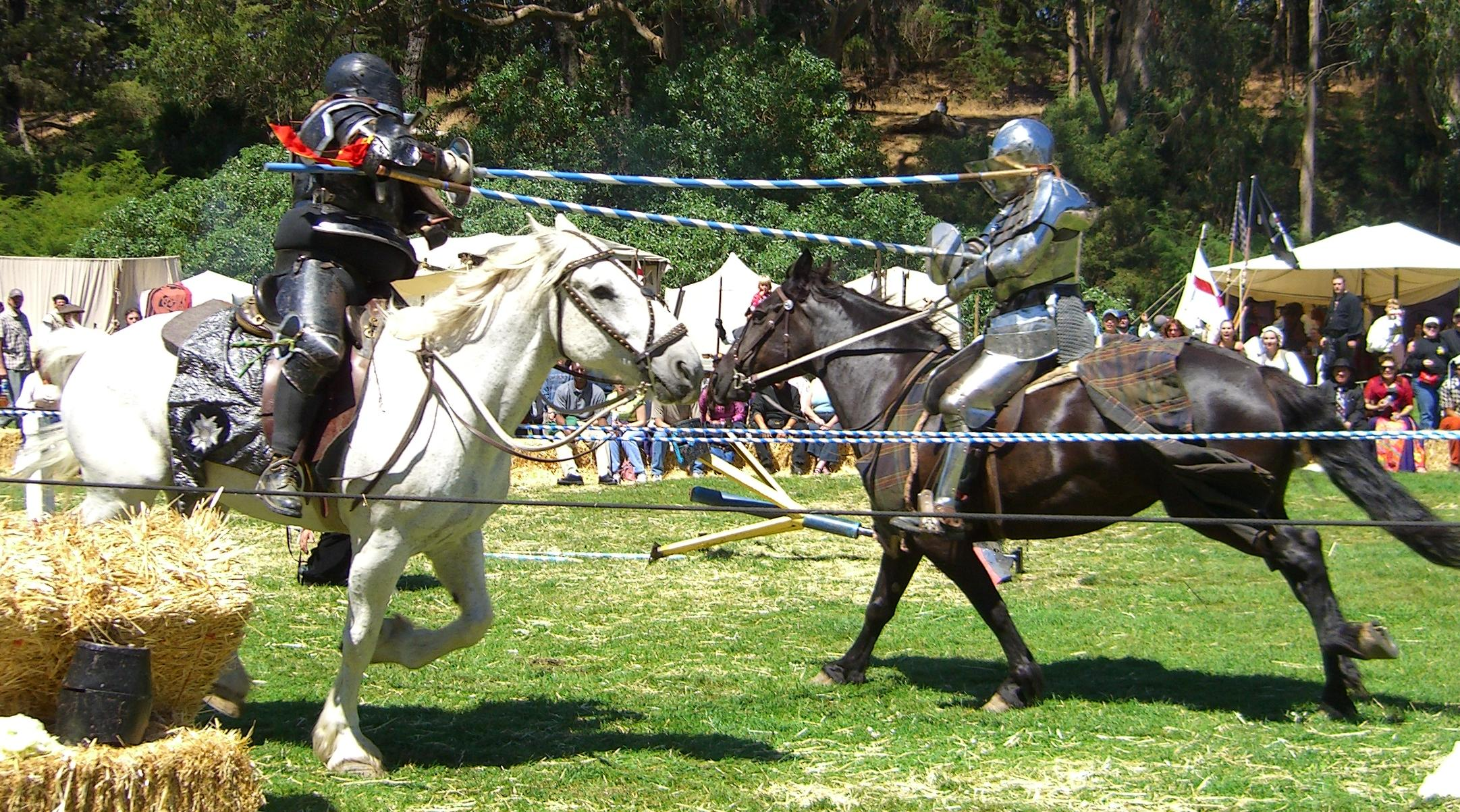
Två tornerryttare som drabbar samman i dust – se avsnittet dust.

Tornerspel eller tornering (av fornfranska: torner, "vända") var en traditionell militär övningsverksamhet för riddare under medeltiden, där de under organiserade former kämpade mot varandra med ära och ekonomisk vinning som mål. Verksamheten blev mycket populär och ådrog sig stor publik, varav utövning av tornerspel som nöjesuppträdande har fortsatt in i modern tid. De kämpande kallas tornerkämpe eller tvekämpe. Som vapen användes lans, stridsklubba eller svärd. 
Ett äldre nordiskt begrepp för tornerspel och dylikt är burtreid (sentida fornnordiska: burtreið), som ungefär betyder "torner-rid" eller "dust-rid" (se avsnittet dust). Ordet förekommer främst inom isländskan idag men finns listad i svenskan så sent som 1851. Lans kallas likaså för burtstång (sentida fornnordiska: burtstǫng), som ungefär betyder "tornerstång" eller "duststång".

## Historiska tornerspel

### Bakgrund
Medeltidens yrkeskrigare, riddaren, ägnade en stor del av sin tid åt att styra sina egendomar men den mesta tiden ägnades åt att antingen föra krig eller åt att träna sig inför det. Tornerspelen var ett träningsmoment som introducerades på 1000-talet och rönte allt större popularitet. I slutet av 1100-talet anger en krönikör i Tours att den angevinske baronen Geoffroi de Preulli (död 1066) "uppfann" (invenit) tornerspelen. Det finns dock ingen modern forskning som bekräftar detta. Under 1000- och 1100-talen spreds tornerspelsidén från Frankrike till tyska områden, England och södra Europa. Vid 1400-talets mitt hade större delen av Europas adel tagit del av konceptet.
Inträdet var gratis för allmänheten, och uppträdanden roade publiken mellan dusterna. De första tillställningarna kunde vara mycket brutala och utvecklades ibland till blodiga tillställningar. Med tiden blev tornerspelen allt mer reglerade och ordnade. "Fair play" blev ett honnörsord och en del av riddarens ideal, vilka reste land och riken runt i jakten på ännu en tornering,[källa behövs] men efter 1600-talets andra hälft minskade intresset stadigt. Under nygotiken på 1800-talet fick tornerspelen ett kortvarigt uppsving, men efter ett misslyckat försök i England avtog verksamheten. Idag finns ett antal professionella grupper som förevisar tornerspel, men deras verksamhet är av uppvisningsart snarare än en tävlingsverksamhet.
I Sverige lät Gustav III återinföra tornerspel under sin regeringstid och deltog själv i spelen. 

### Utrustning

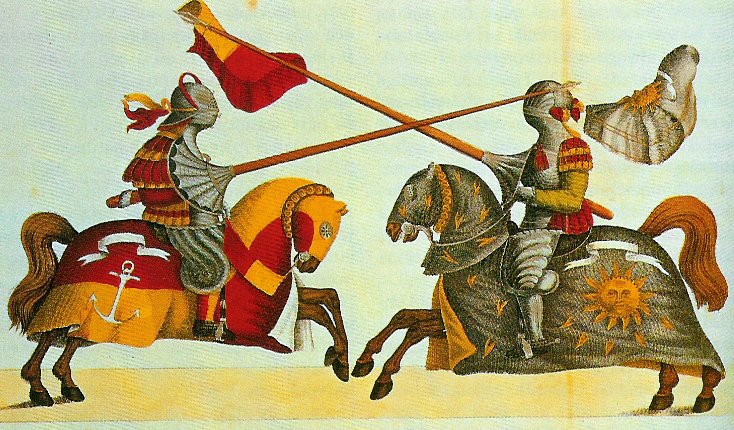
Bayerskt kopparstick föreställande två riddare på väg mot varandra med sträckta lansar.

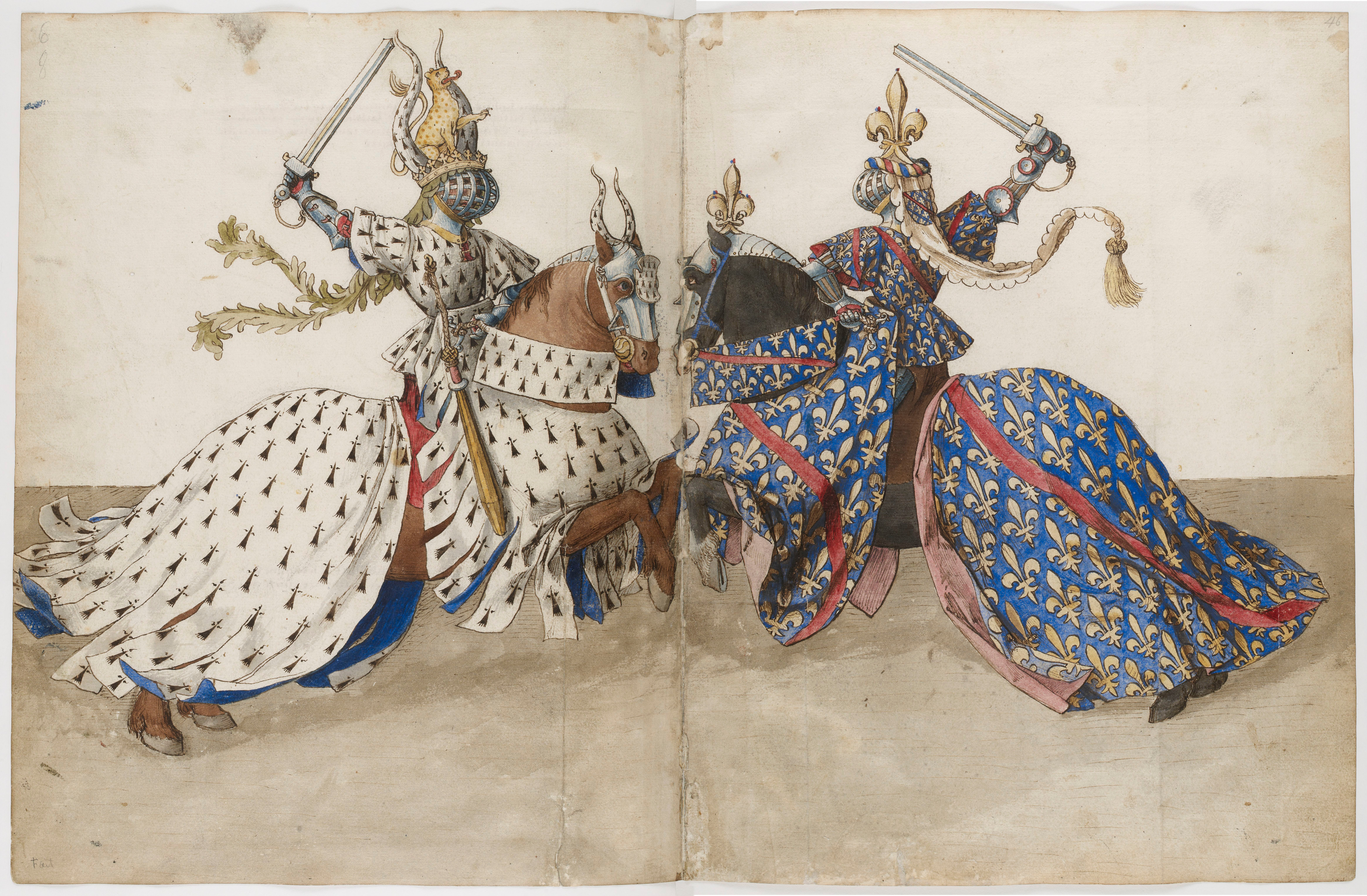
Bokmålning av två riddare på väg mot varann med dragna svärd.

Den utrustning som krävdes var till att börja med samma utrustning som riddaren använde i krig. Här ingick en hjälm för att skydda huvudet, kroppspansar och sköld, tornerlans för att fälla sin motståndare, och ett svärd eller liknande handvapen för markstrider. Även en stridshäst krävdes, och eftersom dessa kunde kosta lika mycket som resten av utrustningen fick de senare också bepansring.
Med tiden blev det vanligare med trubbiga alternativ till de skarpa stridsvapnen. Stridsutrustningen utvecklades och förfinades under århundradenas gång men även rustningar för tornerspelen förändrades. På 1300-talet hade det utvecklats en speciell typ av hjälm för tvekamp med lans, den så kallade grodmunshjälmen som än idag används i heraldiska vapen. Sköldarna förändrades också, och man började använda en typ, så kallad tartsche, med ett urtag så att lansen kunde stödjas under ritt.
Med behovet att utmärka sig vid tornerspelen lades också stor vikt vid heraldiken, och varje deltagare blev allt mer tvungen att skaffa vackert utförda sköldar, vapenrockar, hjälmprydnad och schabrak till hästen. Med tiden ställdes hårdare krav på deltagarnas börd, och man var tvungen att bevisa adlig börd ett antal generationer bakåt. På så vis blev hjälmprydnad (som bara används vid tornerspel) under en tid ett tecken på högadlig status i England.
Varje riddare hade en eller flera väpnare, vilka hjälpte riddaren på med all utrustning och såg till att han fick en ny lans om den förra skulle brista.

### Upplägg/Uppsättning
Före eller efter det riktiga tornerspelet kunde man delta i träningsmoment.[källa behövs] Bland de mer populära fanns ringränning i vilken man skulle fånga ringar med lansen från antingen marken eller upphängda i luften, något som krävde stor skicklighet.
Riddare kunde också ägna sig åt quintain vilket innebar att man red i full galopp mot en docka försedd med en sköld att träffa på den ena sidan och en svingande motvikt på den andra. Snabbhet och pricksäkerhet var nödvändigt då en långsam ryttare kunde slås av sin häst vid en mindre säker träff.
I själva tornerspelet fanns det flera typer av delmoment, i lag likväl som individuellt. Bland de mer populära är bland annat mêlée på 1100- och 1200-talen. Riddarna indelades i olika lag, och på given signal drabbade alla deltagare samman till en vinnande sida utsågs. Denna typ av tornerspel hade små skillnader från en riktig strid, och skedde också med ungefär samma regler. Mêlée kunde vara mycket brutal och resulterade i många dödsfall. Det var också mot 1200-talets slut som man började använda trubbiga vapen allt oftare för att minska antalet dödsfall.
Det vanligaste inslaget var dock dusten, då riddarna red mot varandra man mot man på var sin sida om ett trästaket (ursprungligen oftast ett rep fram till 1400-talet) med uppsåtet att fälla den andre med sin lans från sin häst (alt. bryta lansen mot den andres sköld som bevis på träff). Även denna kunde vara livsfarlig för deltagarna, men reglerna skyddade dock både riddare och häst, då man automatiskt diskvalificerades vid en träff på endera.[källa behövs] Om riddaren som fällts från sin häst var kapabel att fortsätta striden kunde detta göras till fots med svärd. Chansen var dock god att denne skulle ridas eller klubbas ned av den anstormande kontrahenten på häst. Mot 1500-talets slut blev det allt ovanligare med ridning man mot man. [källa behövs]
Om en riddare blev besegrad, framför allt i mêlée, ansågs förloraren bli av med både rustning och häst, men kunde lösa ut denna från segraren mot betalning. På detta sätt kunde lågättade riddare göra sig en stor förmögenhet genom skicklighet vid tornerspel, och många gjorde karriär genom att resa runt mellan olika tornerspel och vinna till sig stora mängder pengar. Det mest kända exemplet på detta är William Marshal, som började som enkel riddare och kämpade sig till en stor förmögenhet, gifte in sig i en högadlig familj och slutade som regent i den nioårige kungen Henrik III av Englands ställe. En annan känd person är Ulrich von Liechtenstein, som har författat en krönika om sina resor mellan olika tornerspel.
Trots trubbiga vapen var tornerspelen farliga. Den engelske kungen Henrik VIII blev så till sig vid ett tornerspel 1524 att han glömde fälla ner hjälmens visir och var nära att mista livet då en lans träffade hans hjälm. 1559 dog Henrik II av Frankrike av ett lanssplitter i hjärnan som han ådragit sig vid tornerspel.
Med den framväxande höviska kulturen modifierades den från början helt militära framtoningen hos tornerspelen. Med hövisk kärlek som ideal kunde en riddare välja ut en dam, ofta av högre status än han själv, och stred då både för sin egen och hennes ära. Riddaren kunde också bekosta trubadurer som lovsjöng henne. Damen kunde om hon så önskade ge sin riddare olika ynnesttecken, vanligen i bit av hennes dräkt som en ärm eller slöja. Ju närmare plagget hade varit hennes hud desto högre status ansågs ynnesttecknet ha, och om en riddare förärades hennes särk sågs detta som ett tecken på att hon även hade gett honom en rent fysisk belöning.[källa behövs] När myterna om Kung Artur blev populära ordnades också olika torneringar som påminde om berättelserna. Exempelvis kunde en riddare utmana alla andra riddare som passerade förbi en viss bro eller väg att kämpa mot honom.
Kyrkan såg på tornerspelen med misstro, och menade att riddarna ägnade sig åt våldsutövning utan godtagbara skäl. Dessutom utgjorde de höviska inslagen ett hot mot det kristna monogama idealet. I England gick kyrkan så långt i sitt fördömande av tornerspelen att de till och med förvägrade riddare som avlidit under en tornering en kristen begravning.
Att döda en man i ett tornerspel var allmänt sett som fel. Att döda en motståndares häst var dock helt förkastligt.[källa behövs]

### Deltagande
Det fanns flera olika orsaker till att riddare utsatte sig för riskerna med tornerspel. Dels som underhållning och träning mellan krigen, dels som ekonomisk inkomstkälla, men tornerspelen var också en möjlighet till att stiga i ära och anseende, och i vissa fall det motsatta könets gunst. Dessutom åtföljdes varje tornerspel av en storslagen fest, där de som utmärkt sig hyllades och upphöjdes till sin tids kändisar.
Segerpriset var till en början endast av ringa materiellt värde, men senare brukade den besegrades häst och rustning tillfalla vinnaren. De stora kostnader som tornerväsendet åsamkade deltagarna bidrog till att undergräva riddarståndets ekonomi.

## Nutida tornerspel

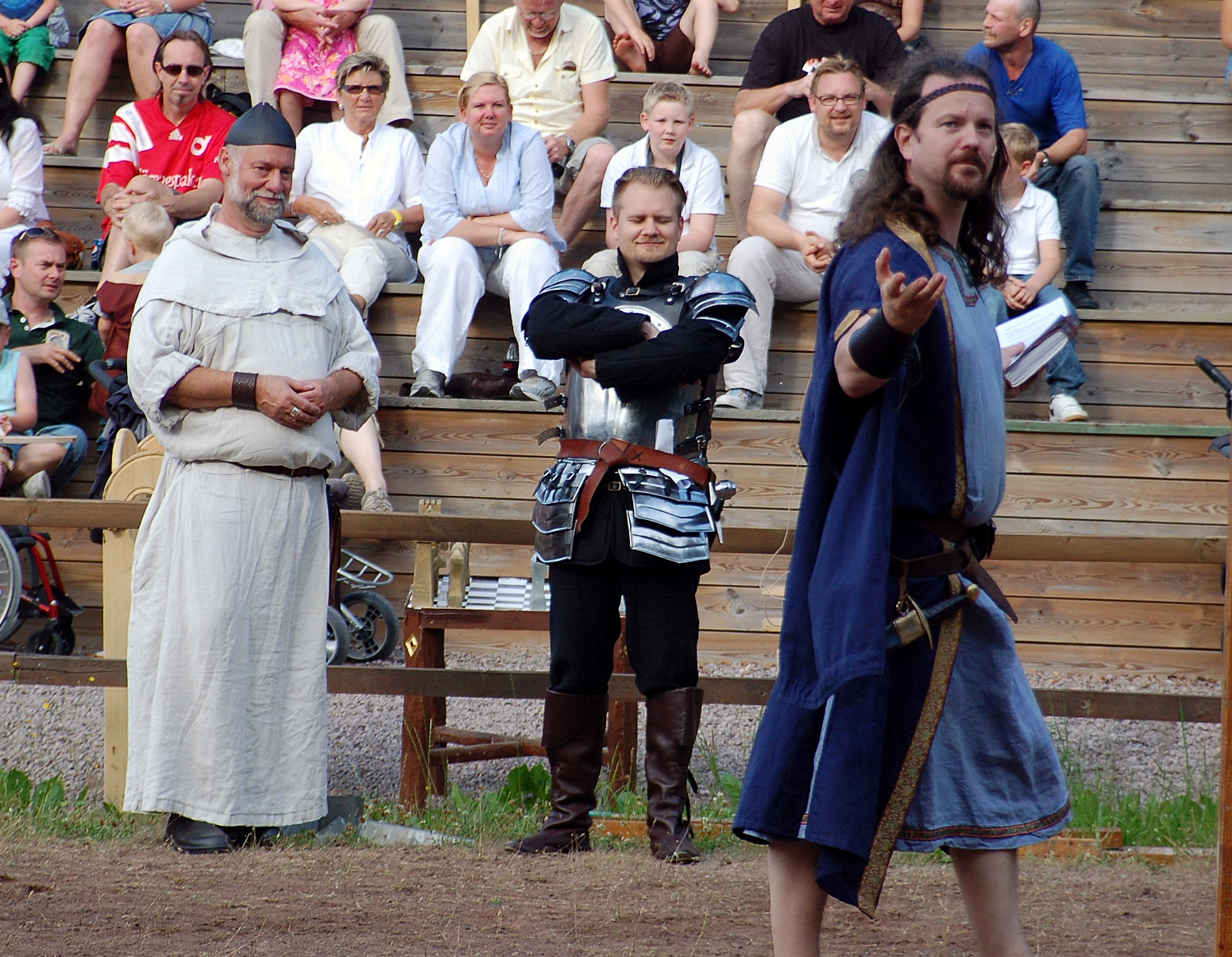
Riddarspelen Hova

Numera genomförs tornerspel som underhållning och turistattraktion, ofta i kombination med en medeltida marknad, på flera platser i Sverige och i övriga Europa. De klassiska grenarna har i vissa fall modifierats för att vara säkrare för riddarna. Vissa tornerlag använder moderna material, som glasfiberrustningar och stickade "ringbrynjor", medan andra är mycket noga med autenticiteten. Dagens tornerspel är en dramatisk uppvisning i ryttarnas ridkunskaper och skicklighet med vapen. De har inte längre så mycket med strid till häst att göra.
Nutida tornerspel kräver vältränade hästar med bra psyke. De ska vara trygga och stabila på rännarbanan, som arenan kallas. De ska vara orädda för banutrustning som stora flaggor och de ska inte oroas av en högljudd publik. Ryttarna ska kunna rida med tyglarna i enhandsfattning i alla gångarter. Tornerträning anses allmännyttig även för de ryttare och hästar som inte har för avsikt att rida tornerspel inför publik då träningen ger lugna och samspelta ekipage.

### Grenar

#### Kvintan
Kvintanen (skrivs även quintan) är en målfigur med två utsträckta armar två meter över marken. På den ena armen sitter en liten sköld som ryttaren ska träffa med sin lans. På den andra armen hänger ett klot i en kedja. Vid en tillräckligt hård träff kommer kvintanens armar att rotera varvid klotet slungas ut mot ryttarens huvud. För att träffen ska bli godkänd krävs det att kvintanarmen snurrar minst ett varv.

#### Höga ringar
Vid höga ringar finns en till tre ringar, vars innerdiameter kan variera mellan 15, 10 och 5 cm, uppsatta två meter över marken längs med ryttarens färdriktning. Ryttaren ska med sin lans eller sitt spjut plocka upp så många som möjligt av ringarna och bära dem med sig åtminstone till tiltens bortre ände. (Tilten är det staket som delar av rännarbanan på mitten.)

#### Markmål
I den här grenen finns ett markmål omkring 15 cm i diameter utplacerat på marken. Ryttaren ska med sitt spjut spetsa föremålet och bära det med sig åtminstone till tiltens bortre ände.

#### Låga ringar
Vid låga ringar finns tre till fem stycken ringar, vars innerdiameter är 15 cm, uppsatta 50 cm över marken längs med ryttarens färdriktning. Ryttaren ska med sitt svärd plocka upp så många som möjligt av ringarna och bära de med sig åtminstone till tiltens bortre ände.

#### Figurant
Figuranten är en 110 till 135 cm hög stolpe på vars topp ett kålhuvud eller liknande placeras. Ryttaren ska med sitt sidovapen (svärd, stridsgissel eller hjälmkrossare) träffa kålhuvudet.

#### Kombination
Gren där olika varianter av ovanstående grenar kombineras där så är möjligt med tanke på vapen.

#### Dust

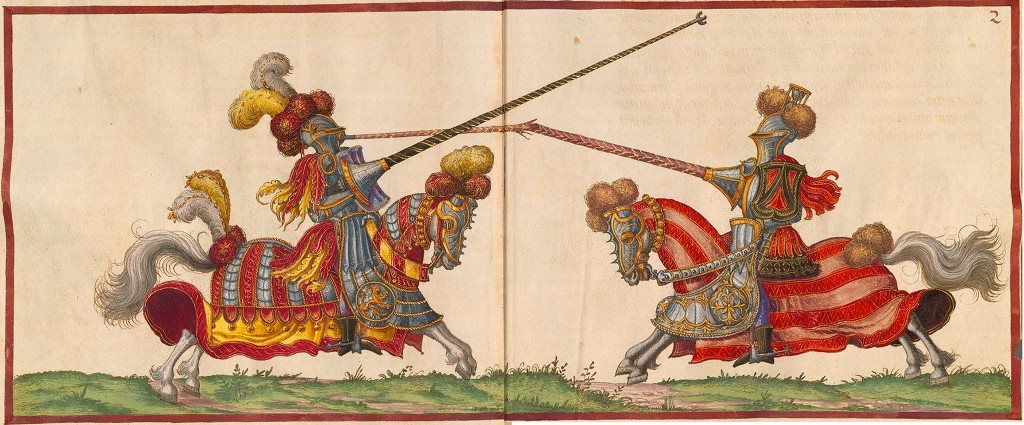
Två ryttare bjuder upp till dust.

På vissa tornerspel genomförs duster, även kallat man mot man. I en dust rider två ryttare an mot varandra samtidigt och ska försöka träffa den andres sköld/rustning med sin lans. 
Samtliga grenar genomförs i galopp.

### Nutida tornerspel i Sverige
Det finns ett tiotal tornerlag i Sverige vilka organiserar sig i Svenska Riddarsällskaps Samarbetsgrupp som även håller SM i tornerspel. Många av riddarna är kvinnor, men rider för det mesta under manliga alias.

### Tryckta verk
- Bumke, Joachim (2001). Courtly culture : literature and society in the high Middle Ages. Woodstock, N.Y: Overlook. Libris 6407991. ISBN 1-58567-051-0
- Crouch, David (2002). William Marshal : knighthood, war and chivalry, 1147-1219 (2nd ed). London: Longman. Libris 9139152. ISBN 0-582-77222-2